# زمین‌لرزه ۱۳۹۷ سرپل ذهاب
زمین‌لرزه سرپل ذهاب ۱۳۹۷ به قدرت ۶٫۴ درجه در مقیاس ریشتر در عمق ۷ کیلومتری زمین روز ۴ آذر ۱۳۹۷ استان کرمانشاه را به لرزه درآورد. این زلزله در حدود دو هفته مانده به سالگرد زلزله سال قبل سرپ ذهاب در سال ۱۳۹۶ رخ داد.
مرکز ژئوفیزیک دانشگاه تهران گزارش داده که این زمین‌لرزه در ۱۷ کیلومتری سرپل ذهاب، ۱۸ کیلومتری قصرشیرین و ۳۳ کیلومتری گیلانغرب در استان کرمانشاه به وقوع پیوسته‌است.
مؤسسه زمین‌شناسی آمریکا عمق این زلزله را در ۷ کیلومتری زمین اعلام کرد. گفته می‌شود این زمین لرزه در برخی استان‌های عراق نیز احساس شده‌است. این زمین لرزه پس لرزهٔ زلزله ۷٫۳ ریشتری سال ۹۶ در ازگله بود.

## کانون زلزله
این زمین لرزه در ۱۷ کیلومتری سرپل ذهاب، ۱۸ کیلومتری قصر شیرین و ۳۳ کیلومتری گیلانغرب به وقوع پیوست و نزدیک‌ترین مراکز استان به کانون زلزله ایلام با ۱۰۶ کیلومتر و کرمانشاه با ۱۲۷ کیلومتر فاصله بود.

## خسارات و ضایعات
در ایران خسارات جانی زلزله 688 نفر فوتی و 12500 نفر مصدوم گزارش شد.
در کردستان عراق ۲ نفر فوتی گزارش شد.